# اس‌ام یو-۸۹
اس‌ام یو-۸۹ (به انگلیسی: SM U-89) یک زیردریایی بود که طول آن ۷۰٫۶۰ متر (۲۳۱٫۶ فوت) بود. این زیردریایی در سال ۱۹۱۶ ساخته شد.